# Comunidad microbiana
Un consorcio microbiano o comunidad microbiana son dos o más grupos bacterianos o microbianos que viven simbióticamente. Los consorcios pueden ser endosimbióticos o ectosimbióticos, o en ocasiones pueden ser ambos. 
El protista Mixotricha paradoxa, en sí mismo un endosimbionte de la termita Mastotermes darwiniensis, siempre se encuentra como un consorcio de al menos un coco endosimbiótico, múltiples especies ectosimbióticas de bacterias flageladas o ciliadas y al menos una especie de bacteria Treponema helicoidal que forma la base de locomoción de los protistas mixotricha.
El concepto de consorcio fue introducido por primera vez por Johannes Reinke en 1872, y en 1877 se introdujo el término simbiosis y luego se amplió. La evidencia de simbiosis entre microbios sugiere que fue un precursor necesario de la evolución de las plantas terrestres y de su transición de las comunidades de algas en el mar a la tierra.

## Visión general

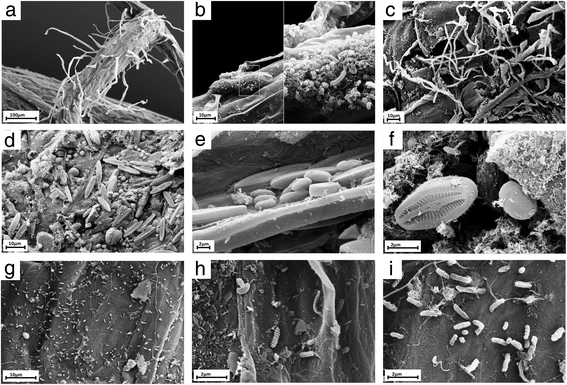
Consorcios microbianos se forma naturalmente en las raíces de las plantas.
Imágenes de microscopía electrónica de barrido de superficies radiculares de poblaciones naturales de A. thaliana que muestran las complejas redes microbianas formadas en las raíces. a) Descripción general de una raíz de A. thaliana (raíz primaria) con numerosos pelos radiculares. b) Bacterias formadoras de biopelículas. c) Hifas de hongos u oomicetos que rodean la superficie radicular. d) Raíz primaria densamente cubierta por esporas y protistas. e, f) Protistas, muy probablemente pertenecientes a la clase Bacillariophyceae. g) Bacterias y filamentos bacterianos. h, i) Diferentes individuos bacterianos que muestran una gran variedad de formas y características morfológicas.

Los microbios tienen un potencial de aplicación prometedor para aumentar la eficiencia de los bioprocesos cuando se trata de sustancias resistentes a la descomposición. Se ha aislado un gran número de microorganismos en función de su capacidad para degradar materiales recalcitrantes como la lignocelulosa y los poliuretanos. En muchos casos de eficiencia de degradación, los consorcios microbianos han resultado superiores en comparación con las cepas individuales. Por ejemplo, nuevos consorcios termofílicos de Brevibacillus spp. y Aneurinibacillus sp. se han aislado del medio ambiente para mejorar la degradación del polímero.

### Obtención de comunidades
Existen dos enfoques para obtener consorcios microbianos que involucran (i) un ensamblaje sintético desde cero mediante la combinación de varias cepas o (ii) la obtención de comunidades microbianas complejas a partir de muestras ambientales.

A partir de muestras ambientales, el proceso de enriquecimiento se utiliza a menudo para obtener los consorcios microbianos deseados. 
Por ejemplo, un consorcio derivado de termitas que mostraba una alta actividad xilanasa se enriqueció con paja de trigo crudo como única fuente de carbono, que pudo transformar la lignocelulosa en carboxilatos en condiciones anaeróbicas.
Todavía se observan niveles de diversidad relativamente altos a pesar del uso de pasos de enriquecimiento cuando se trabaja con muestras ambientales, probablemente debido a la alta redundancia funcional observada en las comunidades microbianas ambientales, siendo esto un elemento clave para su estabilidad funcional. Esta diversidad intrínseca puede constituir un cuello de botella en los intentos de avanzar hacia la aplicación práctica debido a (i) la posible correlación negativa con la eficiencia, (ii) los  microbios tramposos cuya presencia no tiene impacto en la degradación, (iii) las amenazas a la seguridad planteadas por la presencia de patógenos conocidos o desconocidos, y (iv) el riesgo de perder las propiedades de interés si se apoya en especies raras.
La utilización de consorcios microbianos con menos complejidad, pero con la misma eficiencia, puede conducir a procesos industriales más controlados y optimizados para el humano. Por ejemplo, una gran proporción de genes funcionales se ha alterado notablemente para incrementar la eficiencia de la biodegradación del diesel al reducir la biodiversidad de una comunidad microbiana de suelos contaminados con diesel. Por lo tanto, es crucial encontrar estrategias confiables para reducir la diversidad hacia consorcios microbianos optimizados obtenidos de muestras ambientales. Se han aplicado enfoques de detección reductiva para construir consorcios microbianos mínimos efectivos para la degradación de la lignocelulosa basados en diferentes grupos funcionales metabólicos. Además, también se han empleado enfoques de selección artificial (dilución, toxicidad y calor) para obtener consorcios bacterianos. Entre ellos, la dilución hasta la extinción, ha demostrado su eficacia para obtener consorcios microbianos funcionales a partir del agua de mar y el licor del rumen. Se espera que la dilución hasta la extinción proporcione más ventajas en comparación con el aislamiento y el ensamblaje convencionales, ya que (i) genera muchas combinaciones microbianas listas para ser examinadas, (ii) incluye cepas del grupo microbiano inicial que podrían perderse debido al cultivo / aislamiento sesgos, y (iii) asegura que todos los microbios estén físicamente presentes e interactúen espontáneamente.

## Ejemplos de comunidades

### Rizosfera

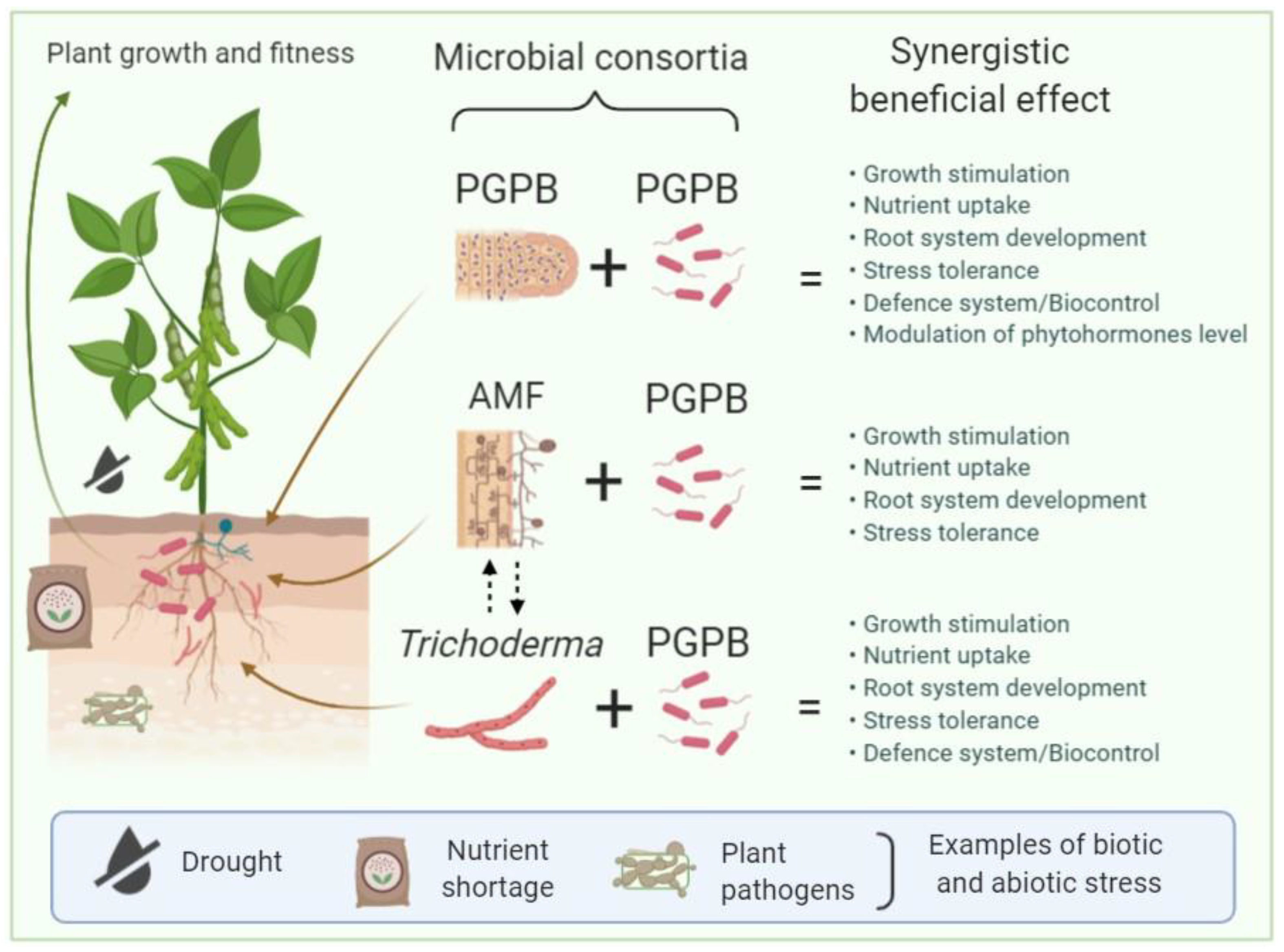
Consorcio microbiano de la rizosfera

Aunque varios estudios han demostrado que un solo microorganismo puede ejercer efectos beneficiosos en las plantas, es cada vez más evidente que cuando se involucra un consorcio microbiano (dos o más microorganismos que interactúan), se pueden esperar resultados aditivos o sinérgicos. Esto ocurre, en parte, debido al hecho de que múltiples especies pueden realizar una variedad de tareas en un ecosistema como ocurre con la rizosfera de las raíces de las plantas. Los mecanismos benéficos de la estimulación del crecimiento de las plantas incluyen una mayor disponibilidad de nutrientes, modulación de fitohormonas control biológico, tolerancia al estrés biótico y abiótico) ejercida por diferentes agentes microbianos dentro de la rizosfera, como las bacterias promotoras del crecimiento de las plantas y hongos como Trichoderma y micorrizas.
Los microorganismos de la rizosfera como las bacterias promotoras del crecimiento de las plantas, los hongos micorrízicos arbusculares  y los hongos del género Trichoderma  pueden establecer interacciones benéficas con las plantas, promoviendo el crecimiento y desarrollo de las plantas, aumentando el sistema de defensa de las plantas contra patógenos, promoviendo la absorción de nutrientes y mejorando la tolerancia a diferentes estreses ambientales. Los microorganismos de la rizosfera pueden influirse entre sí, y los consorcios resultantes de (por ejemplo, una bacteria fijadora de nitrógeno como Rhizobium spp. y Pseudomonas fluorescens), pueden tener efectos sinérgicos sobre el crecimiento y la aptitud de las plantas, proporcionando a la planta mayores beneficios para superar el estrés biótico y abiótico.

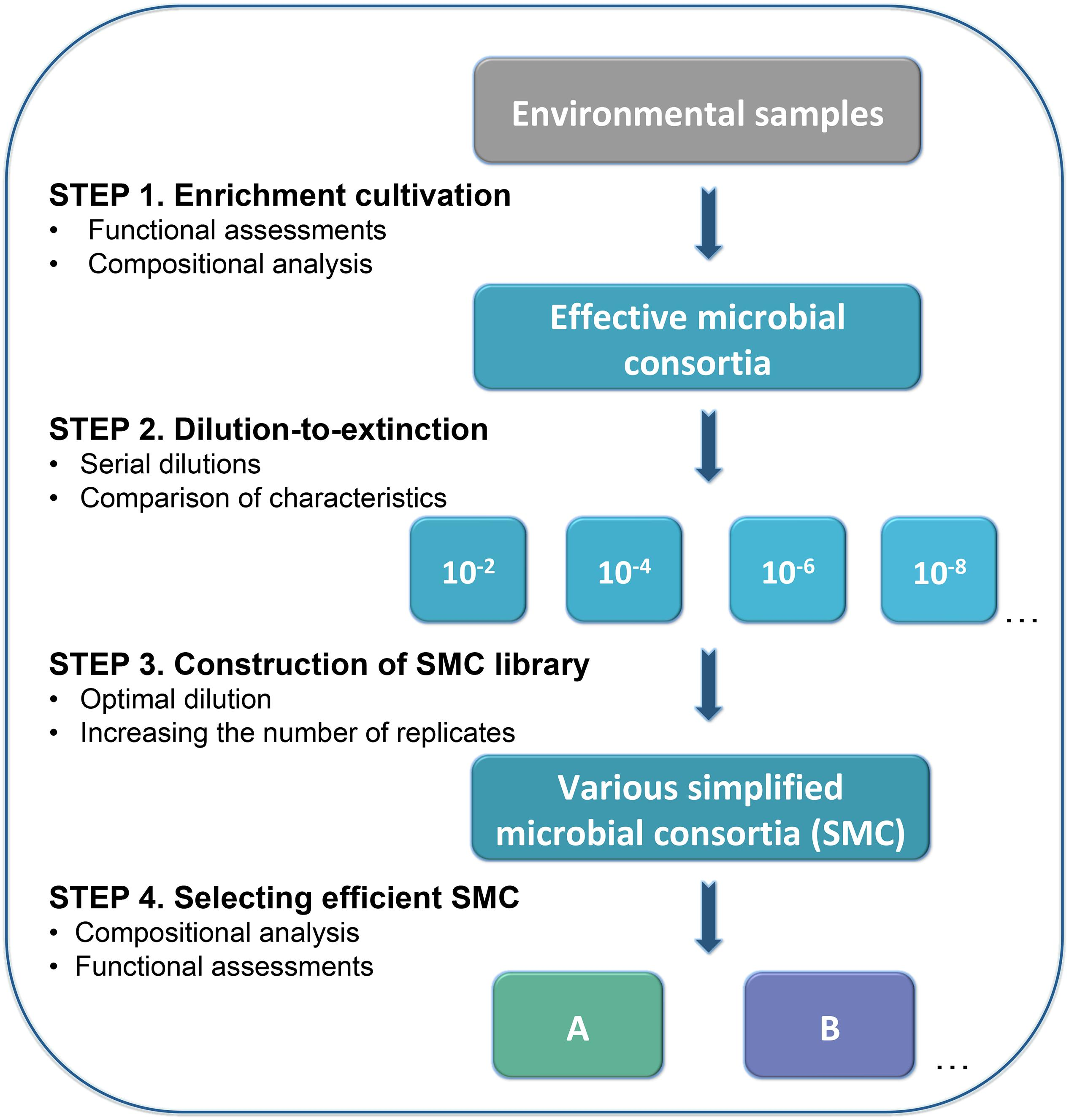
Flujo de trabajo de cultivos de enriquecimiento y dilución hasta la extinción para seleccionar consorcios microbianos simplificados para la degradación de la queratina.

La capacidad de los microbios para degradar materiales recalcitrantes se ha explorado ampliamente para la remediación ambiental y la producción industrial. Se han logrado logros significativos con cepas únicas, pero ahora el enfoque se dirige hacia el uso de consorcios microbianos que se apropien de su estabilidad funcional y eficiencia. Sin embargo, el ensamblaje de consorcios microbianos simplificados de comunidades ambientales complejas aún está lejos de ser útil, debido a la gran diversidad y el efecto de las interacciones bióticas.
Las queratinas son materiales fibrosos recalcitrantes con componentes reticulados, que representan las proteínas más abundantes en las células epiteliales. Se estima que tienen un valor económico considerable después de la biodegradación. Un consorcio microbiano queratinolítico eficiente (KMCG6) se enriqueció previamente a partir de una muestra ambiental mediante cultivo en medio de queratina. 
A pesar de reducir la diversidad microbiana durante el proceso de enriquecimiento, KMCG6 todavía incluía varias OTU dispersas entre siete géneros bacterianos.
En 2020 Kang et al., Utilizando una estrategia basada en cultivos de enriquecimiento y dilución hasta la extinción, extrajeron de este consorcio original (KMCG6) un consorcio microbiano simplificado (SMC) con menos especies pero actividad queratinolítica similar.
Se realizaron diluciones en serie en un consorcio microbiano queratinolítico enriquecido previamente a partir de una muestra de suelo. Se seleccionó un régimen de dilución apropiado (10 9 ) para construir una biblioteca de SMC del consorcio microbiano enriquecido. El análisis de secuenciación adicional y los ensayos de actividad queratinolítica demostraron que las SMC obtenidas mostraban una diversidad microbiana reducida real, junto con diversas capacidades de composición taxonómica y biodegradación. Más importante aún, varios SMC poseían niveles equivalentes de eficiencia queratinolítica en comparación con el consorcio inicial, lo que demuestra que se puede lograr la simplificación sin pérdida de función y eficiencia. 
el flujo de trabajo para este estudio incluyó cuatro pasos: (1) Enriquecimiento para los rasgos deseados, por ejemplo, actividad queratinolítica por selección en medio de queratina, donde la queratina es la única fuente de carbono. Este proceso se evaluó mediante evaluaciones funcionales (densidad celular, actividad enzimática y proporción del sustrato residual) y análisis de composición. (2) Se realizaron diluciones en serie para los consorcios microbianos eficaces enriquecidos. Se prepararon seis diluciones, desde la dilución 10 2 hasta 10 10 con 24 repeticiones. La diferencia entre las diluciones se evaluó mediante el cálculo de la distancia euclidiana según los criterios de evaluación funcional. (3) La construcción de la biblioteca se realizó a partir de la dilución que ofrece la disimilitud óptima entre las réplicas. Dilución 10 9 fue seleccionada para construir la biblioteca en este caso. (4) La selección más prometedora se basa en la caracterización funcional y composicional.

### Salud humana
Los consorcios se encuentran comúnmente en humanos, siendo los ejemplos predominantes el consorcio de la piel y el consorcio intestinal que brindan protección y ayuda en la nutrición humana. Además, se ha identificado que las bacterias existen dentro del cerebro (anteriormente se creía que eran estériles), con evidencia metagenómica que sugiere que las especies encontradas pueden ser de origen entérico. Como las especies encontradas parecen estar bien establecidas, no tienen un impacto discernible en la salud humana y se sabe que las especies forman consorcios cuando se encuentran en el intestino, es muy probable que también hayan formado un consorcio simbiótico dentro del cerebro.

## Consorcios microbianos sintéticos

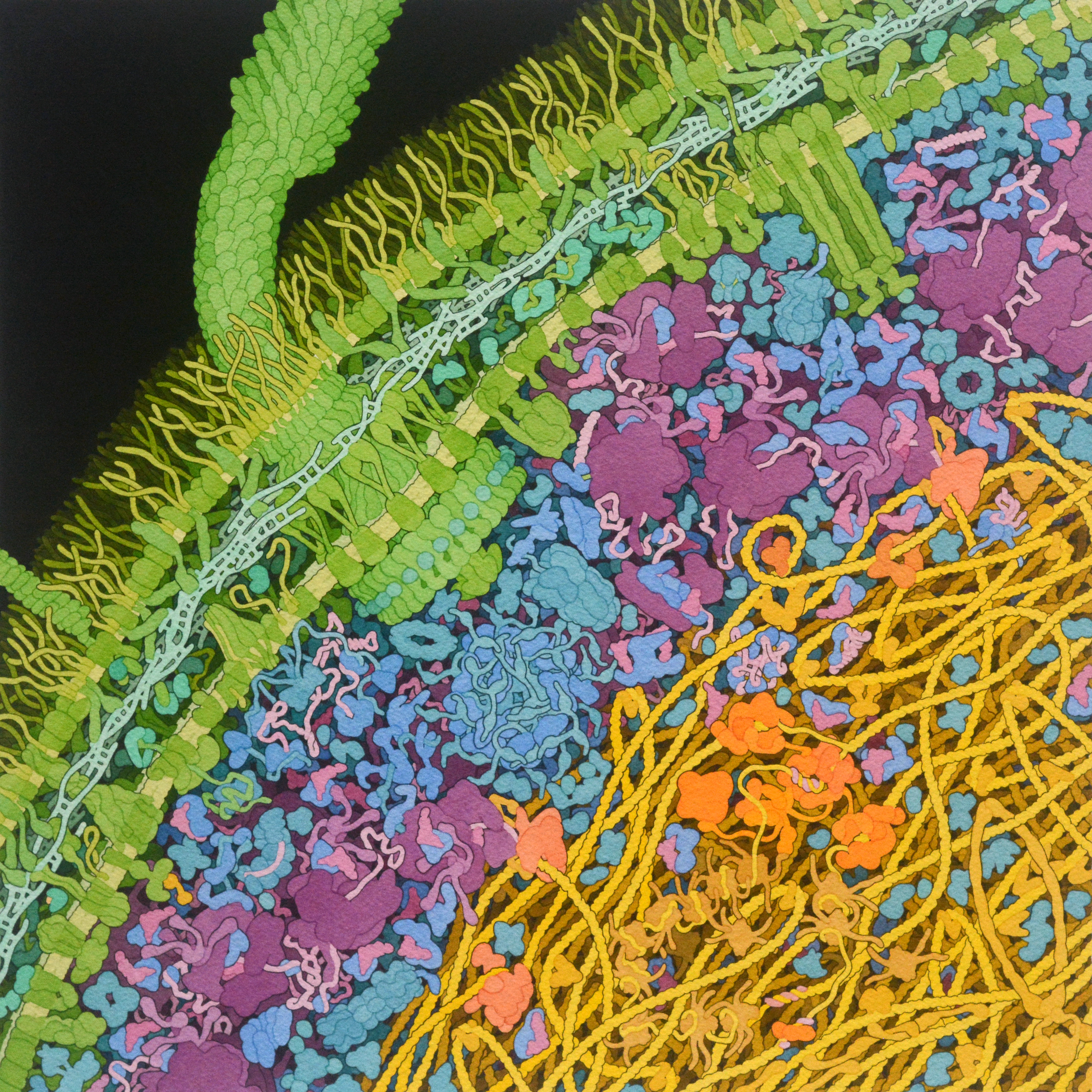
Pintura de una sección transversal a través de una Escherichia coli, una bacteria quimioheterotrófica que se utiliza a menudo en consorcios microbianos sintéticos.

Los consorcios microbianos sintéticos (comúnmente llamados cocultivos) son sistemas de múltiples poblaciones que pueden contener una amplia gama de especies microbianas y son ajustables para servir una variedad de intereses industriales y ecológicos. Para la biología sintética, los consorcios llevan la capacidad de diseñar nuevos comportamientos celulares a un nivel de población. Los consorcios son más comunes que los que no lo son en la naturaleza y, en general, resultan más robustos que los monocultivos. Hasta la fecha, se han cultivado e identificado poco más de 7.000 especies de bacterias. Muchas de las aproximadamente 1,2 millones de especies de bacterias que quedan aún no se han cultivado e identificado, en parte debido a la imposibilidad de cultivarlas axénicamente. Al diseñar consorcios sintéticos o editar consorcios naturales, los biólogos sintéticos realizan un seguimiento del pH, la temperatura, los perfiles metabólicos iniciales, los tiempos de incubación, la tasa de crecimiento y otras variables pertinentes.